# Rogério Silva Duarte Geral d'Oliveira
Rogério Silva Duarte Geral d'Oliveira (Soure, Portugal, 15 de outubro de 1921 – 7 de janeiro de 2021) foi um oficial da Armada Portuguesa, que se notabilizou como engenheiro naval. 
O seu principal período de atividade como projetista naval - entre as décadas de 1950 e de 1970 - coincidiu com um forte desenvolvimento da marinha portuguesa, sobretudo da marinha mercante, que, nesta altura, conseguiu recuperar muita da sua importância a nível mundial, que havia há muito perdido. Rogério d'Oliveira foi responsável pelos projetos de alguns dos mais notáveis navios que serviram Portugal no século XX, alguns dos quais ainda hoje se mantêm ativos. Os seus projetos inovadores serviram também de modelo a várias classes de navios construídos para diversas marinhas estrangeiras.

## Biografia
Nascido em Soure, no distrito de Coimbra, Rogério d'Oliveira frequentou o Liceu Passos Manuel em Lisboa, onde concluiu o curso geral em 1939, com elevadas médias em física e matemática. Ganhando o gosto pelos navios e pela engenharia, decidiu entrar para a Escola Naval com o objetivo de carreira na Marinha como engenheiro. Para tal, frequentou os preparatórios militares na Faculdade de Ciências da Universidade de Lisboa, onde se notabilizou como excelente aluno. O seu acesso à Escola Naval acabou por ser contudo atribulado, por Rogério d'Oliveira apresentar um peso abaixo do previsto pelo índice de Pignet. Esse acesso acabou por ser desbloqueado por intervenção do então comandante da Escola Naval, José Augusto Guerreiro de Brito, que entendia que a Marinha não podia prescindir de um cérebro tão privilegiado. Rogério d'Oliveira ingressou assim como cadete do curso de marinha da Escola Naval em 1940, terminando-o em 1944, como o melhor aluno.
Como oficial da classe de marinha, serviu em diversos navios da Armada até 1945. Tendo como objetivo, desde o início, o exercício da engenharia, Rogério d'Oliveira concorreu à classe de engenheiros construtores navais da Armada, cujo acesso implicava uma formação superior complementar em engenharia naval, a qual teria de ser feita no estrangeiro, uma vez que havia deixado de existir em Portugal. Sendo o primeiro classificado no concurso, ingressou no curso de arquitetura naval do Royal Naval College (Real Colégio Naval) em Greenwich, Reino Unido, que frequentou entre 1946 e 1949, formando-se com a classificação mais elevada ali conferida, sendo o primeiro aluno estrangeiro a obter tal qualificação após o famoso engenheiro naval estado-unidense David W. Taylor. Ao mesmo tempo, decidiu também frequentar o curso de engenharia civil do Imperial College (Colégio Imperial) de Londres, ali se formando com distinção. Regressado a Portugal em 1950, ingressou então na classe de engenheiros construtores navais (ECN) da Armada, sendo abatido ao quadro da classe de marinha.
Como engenheiro, prestou serviço em vários organismos relacionados do Ministério da Marinha, incluindo Inspeção da Construção Naval, Arsenal do Alfeite e Direção da Marinha Mercante, sendo nomeado engenheiro-chefe do programa de construção das fragatas da classe Almirante Pereira da Silva e do programa das novas corvetas (que resultaria nas classes João Coutinho e Baptista de Andrade). Entre 1954 e 1961, serviu também como professor da Escola Naval, lecionando as cadeiras de arquitetura naval, resistência dos materiais e metalurgia. Exerceu também engenharia naval no setor privado, como profissional liberal, sendo responsável pelos projetos de vários navios para a marinha mercante portuguesa, incluindo os famosos paquetes Funchal da Empresa Insulana de Navegação e Príncipe Perfeito da Companhia Nacional de Navegação.
Em 1966, com apenas 44 anos, foi promovido ao posto de comodoro , que era o mais elevado da classe de ECN. Assumiu então a chefia da Inspeção das Construções Navais, nessa função superintendendo todos os programas de construção de navios para a Armada Portuguesa.
A partir de 1970, passou a representante do Ministério da Marinha, junto do Ministério da Educação Nacional, no programa para a criação de um curso superior de engenharia de construção naval em Portugal, o qual foi entretanto suspenso pela mudança de regime político ocorrida a 25 de abril de 1974. Acabaria contudo por estar envolvido na nova licenciatura em engenharia de construção naval , lançada em 1981, pelo Instituto Superior Técnico, servindo como seu professor convidado até 1988.
Em 1975, passou a chefiar o planeamento de informática do Estado-Maior-General das Forças Armadas e a presidir à Comissão Coordenadora de Informática das Forças Armadas. Regressando à Armada, passou a presidir à Comissão de Estatística da Marinha. Pouco antes da sua passagem à reserva, procurou ser promovido a oficial general de três estrelas, ao abrigo da legislação de 1979 que admitia excecionalmente essa promoção aos oficiais mais qualificados. Não lhe tendo sido dada a hipótese de promoção, com o posto de contra-almirante  passou à reserva em 1980 e à reforma em 1982.
Exerceu entretanto várias funções em empresas privadas portuguesas e estrangeiras, não só do setor marítimo-portuário, mas também nos setores da indústria e serviços. Como consultor do consórcio liderado pelo estaleiro alemão HDW, viria a estar envolvido no programa de novos submarinos para a Marinha Portuguesa, que decorreu a partir de 1998 e que resultaria na classe Tridente.
Durante a sua reforma, dedicou-se ao estudo da arqueologia naval. Como estudioso dos métodos de construção naval em Portugal, durante a época dos descobrimentos, dirigiu os projetos das réplicas das caravelas quinhentistas Bartolomeu Dias, Boa Esperança e Vera Cruz, bem como da réplica da nau Vila do Conde.
Rogério d'Oliveira também se notabilizou como presidente da Academia de Marinha, exercendo esse cargo entre 1985 e 2004.

## Projetos
Seguem-se abaixo os principais projetos de construção naval dirigidos por Rogério d'Oliveira:
- Classe Almirante Pereira da Silva: adaptação do projeto da classe Dealey de contratorpedeiros de escolta da Marinha dos EUA, resultando em três fragatas construídas para a Armada Portuguesa;
- Classe João Coutinho: projeto e construção de seis corvetas para a Armada Portuguesa;
- Classe Baptista de Andrade: aperfeiçoamento do projeto da classe João Coutinho, resultando em quatro corvetas construídas para a Armada Portuguesa (originalmente destinadas à Marinha da África do Sul);
- Príncipe Perfeito: paquete, projetado e construído para a Companhia Nacional de Navegação;
- Beira: navio de carga, projetado e construído para a Companhia Nacional de Navegação;
- Funchal: paquete, projetado e construído para a Empresa Insulana de Navegação;
- Ponta Delgada: navio de passageiros de cabotagem, projetado e construído para a Empresa Insulana de Navegação;
- Corvo: navio de carga, projetado e construído para a Empresa Insulana de Navegação;
- Monte Crasto: rebocador de alto mar, projetado e construído para a Administração dos Portos do Douro e Leixões.
- Bartolomeu Dias: réplica de uma caravela quinhentista, projetada e construída para a comunidade portuguesa residente na África do Sul;
- Boa Esperança e Vera Cruz: réplicas de caravelas quinhentistas, projetadas e construídas para a Associação Portuguesa de Treino de Vela;
- Vila do Conde: réplica de uma nau quinhentista, projetada e construída para a Câmara Municipal de Vila do Conde.[1]

A classe de corvetas João Coutinho serviu também de modelo aos projetos da classe espanhola Descubierta (nove corvetas construídas para as marinhas de Espanha, Egito e Marrocos), da classe alemã MEKO 140 (seis corvetas construídas para a Armada Argentina) e da classe francesa A-69 (17 avisos construídos para a Marinha Francesa - seis dos quais depois transferidos para a Marinha Turca - e três corvetas construídas para a Armada Argentina).
Além dos acima referidos, Rogério d'Oliveira foi ainda responsável por diversos outros projetos de rebocadores, navios de pesca e guindastes flutuantes, além de estudos técnicos relacionados com o transporte marítimo, embarque e desembarque de cargas de elevada complexidade e dimensão.